# Giuseppe Gambino
Giuseppe «Giusi» Gambino (* 13. August 1968) ist ein ehemaliger schweizerisch-italienischer Fussballspieler und heutiger -trainer.

## Karriere

### Spieler
Gambino begann seine Karriere beim FC Flawil und spielte schliesslich ab 1986 beim Nachwuchs des FC St. Gallen. Sein Debüt bei der ersten Mannschaft der Espen (Spitzname für  den FC St. Gallen) feierte Gambino 1988, stieg mit dem Verein 1993 ab und spielte bis 1995 in St. Gallen. Anschliessend spielte er für drei Saisons beim FC Zürich. 1998 wechselte er zum FC Schaffhausen, wo er für eine Saison spielte. Anschliessend wechselte er zum FC Wil und stieg mit dem Klub 2002 in die höchste Schweizer Liga auf. Nach einer Saison in der NLA mit den Äbtestädtern (Spitzname für den FC Wil) wechselte Gambino in den Kanton Appenzell Ausserrhoden zum FC Herisau. Dort war er Spielertrainer. 2006 erreichte er sogar die Aufstiegsspiele für die zweithöchste Liga.

### Trainer
Vor seinem Engagement beim FC Herisau war Gambino bereits Assistenztrainer beim FC Wil. Nach dem Ende seines Engagements in Herisau und einer Pause wurde er 2012 Trainer beim FC Gossau. Den Verein verliess er 2018 nach sechs Saisons. Im Sommer 2023 wurde Gambino Trainer beim 1. Ligisten FC Uzwil. Er unterschrieb für ein Jahr. Im April 2024 wurde der Vertrag um ein weiteres Jahr bis Sommer 2025 verlängert.

## Privates
Gambino betrieb ein Sportfachgeschäft und arbeitete später als Autoverkäufer. Gambino ist Vater zweier Kinder.